# Bassus peniculus
Bassus peniculus är en stekelart som beskrevs av Michael J. Sharkey 1996. Bassus peniculus ingår i släktet Bassus och familjen bracksteklar. Inga underarter finns listade.